# Jan Baptist Weenix

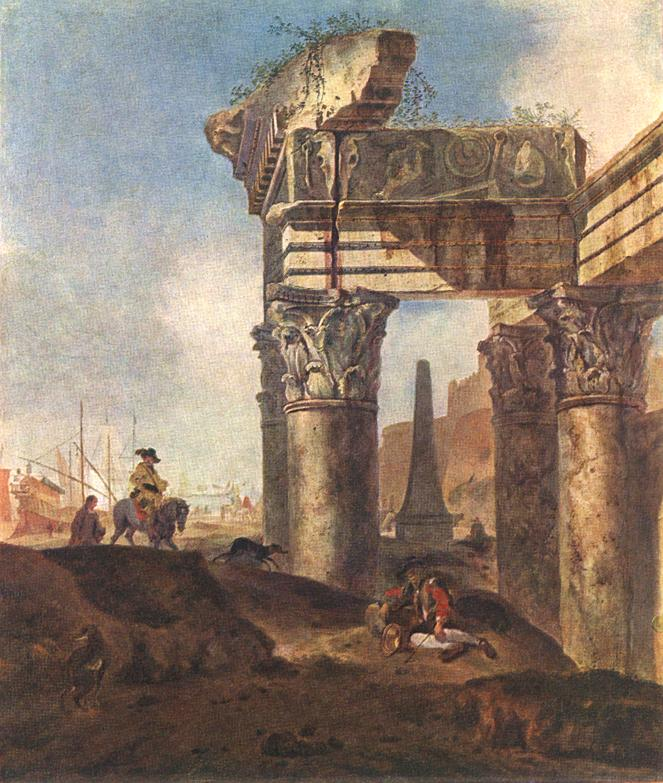
Pejzaż z ruinami i portem, Muzeum Sztuk Pięknych w Budapeszcie

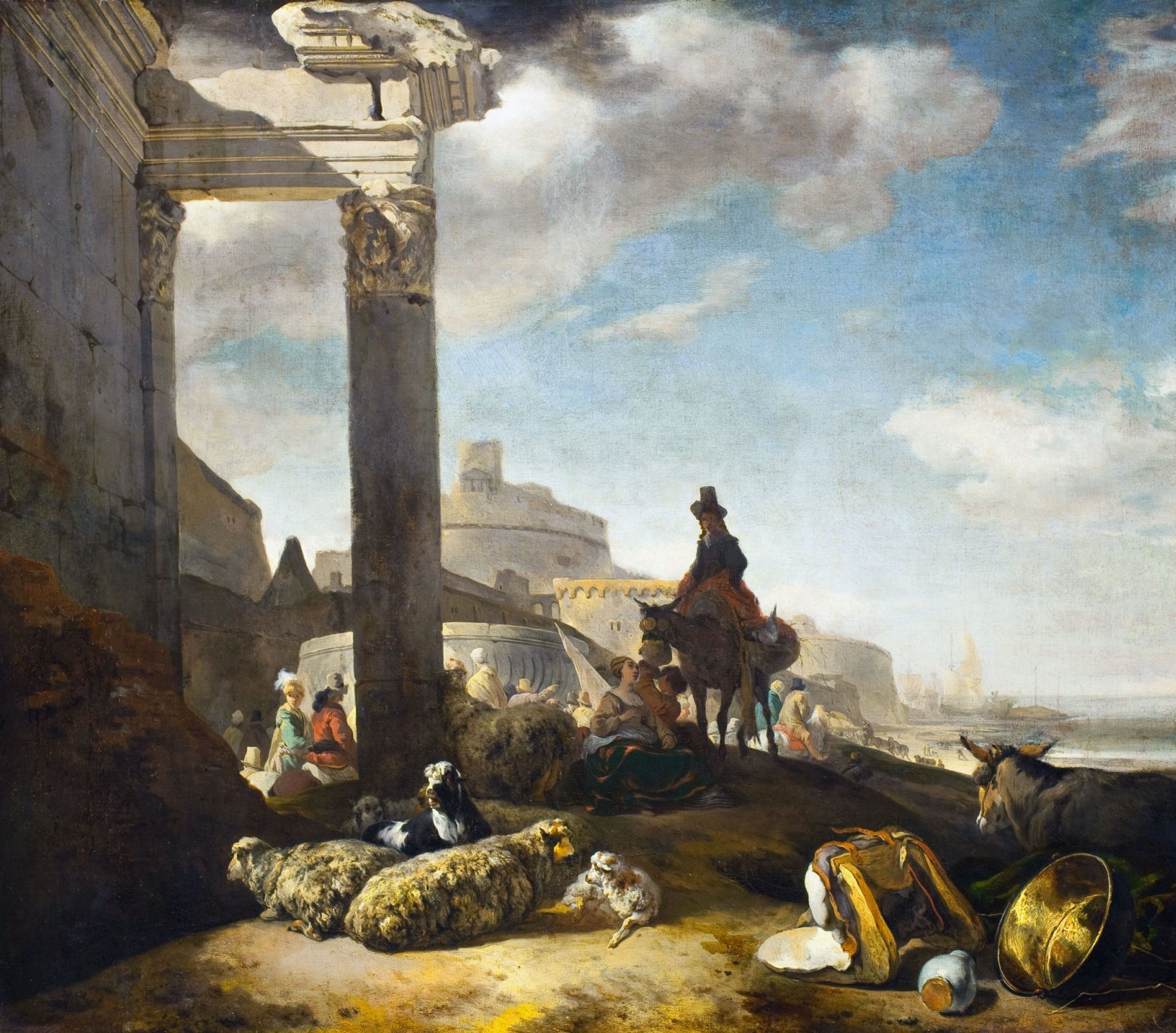
Przed murami Rzymu, Muzeum Narodowe we Wrocławiu

Jan Baptist Weenix (ur. 1621 w Amsterdamie, zm. w kwietniu 1659 w Utrechcie – holenderski malarz barokowy.

## Życiorys
Urodził się w rodzinie architekta, ze względu na przebytą w dzieciństwie chorobę mówił niewyraźnie. Początkowo ze względu na zainteresowanie książkami pracował w księgarni. Jego nauczycielami malarstwa byli Abraham Bloemaert, Claes Cornelisz. Moeyaert i Claes Cornelisz. Moeyaert. Około 1642 wyjechał do Włoch, gdzie został członkiem stowarzyszenia malarzy pochodzenia niderlandzkiego działających w Rzymie, Bentvueghels. Pracował w tym czasie dla kardynała Giovanniego Battisty Pamfili (Pamphilj), który w 1644 został papieżem (Innocenty X). Po powrocie do Holandii po krótkim pobycie w Amsterdamie osiadł w Utrechcie, gdzie w 1649 został mistrzem gildii św. Łukasza. Pod koniec życia przeniósł się do zamku na obrzeżach Utrechtu, aby skoncentrować się na pracy lub z powodów zdrowotnych, bowiem zmarł przedwcześnie. Okoliczności i przyczyny jego śmierci nie są znane.
Jan Baptist Weenix był wszechstronnym twórcą, pod wpływem wyjazdu do Italii malował włoskie pejzaże. W późniejszym okresie z powodzeniem próbował różnorodnej tematyki począwszy od scen rodzajowych poprzez portret i martwą naturę do obrazów o tematyce religijnej. Jego uczniami byli syn Jan Weenix i bratanek Melchior de Hondecoeter.
Liczne prace artysty eksponowane są w kolekcjach całej Europy i Stanów Zjednoczonych, m.in. w Rijksmuseum, Ermitażu, Mauritshuisie i Fine Arts Museums w San Francisco. W Muzeum Narodowym w Warszawie znajduje się obraz Scena w porcie z 1645 lub 1646 roku. Narodowe Muzeum Morskie w Gdańsku posiada w swoich zbiorach płótno zatytułowane Marina a Muzeum Narodowe we Wrocławiu obraz Przed murami Rzymu.